# Ceriagrion citrinum
Ceriagrion citrinum är en trollsländeart som beskrevs av Campion 1914. Ceriagrion citrinum ingår i släktet Ceriagrion och familjen dammflicksländor. IUCN kategoriserar arten globalt som sårbar. Inga underarter finns listade i Catalogue of Life.